# جيمس لوي (مجدف)
جيمس لوي (بالإنجليزية: James Lowe)‏ هو مجدف أسترالي، ولد في 27 يناير 1956.

## وصلات خارجية
- جيمس لوي على موقع الاتحاد الدولي للتجديف (الإنجليزية)
- جيمس لوي على موقع اللجنة الأولمبية الدولية (الإنجليزية)
- جيمس لوي على موقع أوليمبيديا (الإنجليزية)
- جيمس لوي على موقع اللجنة الأولمبية الأسترالية (الإنجليزية)